# Party of Five/Episodenliste
Diese Episodenliste enthält alle Episoden der US-amerikanischen Dramaserie Party of Five, sortiert nach der US-amerikanischen Erstausstrahlung. Die Fernsehserie umfasst insgesamt sechs Staffeln mit 142 Episoden von jeweils etwa 60 Minuten brutto Länge.

## Übersicht
| Staffel | Episodenanzahl | Erstausstrahlung USA | Erstausstrahlung USA | Deutschsprachige Erstausstrahlung | Deutschsprachige Erstausstrahlung |
| Staffel | Episodenanzahl | Staffelpremiere      | Staffelfinale        | Staffelpremiere                   | Staffelfinale                     |
| ------- | -------------- | -------------------- | -------------------- | --------------------------------- | --------------------------------- |
| 1       | 22             | 12. September 1994   | 15. März 1995        | 2. März 1996                      | 10. August 1996                   |
| 2       | 22             | 27. September 1995   | 27. März 1996        | 20. September 1997                | 21. Februar 1998                  |
| 3       | 25             | 21. August 1996      | 2. April 1997        | 28. Februar 1998                  | 12. September 1998                |
| 4       | 24             | 17. September 1997   | 13. Mai 1998         | 26. September 1998                | 20. März 1999                     |
| 5       | 25             | 16. September 1998   | 19. Mai 1999         | 27. Februar 2000                  | 10. September 2000                |
| 6       | 24             | 5. Oktober 1999      | 3. Mai 2000          | 17. Mai 2001                      | 22. Juni 2001                     |

## Staffel 1
| Nr. (ges.) | Nr. (St.) | Deutscher Titel              | Originaltitel             | Erstausstrahlung USA | Deutschsprachige Erstausstrahlung (D) | Regie              | Drehbuch                                          |
| ---------- | --------- | ---------------------------- | ------------------------- | -------------------- | ------------------------------------- | ------------------ | ------------------------------------------------- |
| 1          | 1         | Zu fünft im Leben            | Pilot                     | 12. Sep. 1994        | 2. März 1996                          | Richard Pearce     | Christopher Keyser & Amy Lippman                  |
| 2          | 2         | Schularbeiten                | Homework                  | 19. Sep. 1994        | 9. März 1996                          | Richard Pearce     | Christopher Keyser & Amy Lippman                  |
| 3          | 3         | Sportsfreunde                | Good Sports               | 26. Sep. 1994        | 16. März 1996                         | Steve Robman       | W.K. Scott Meyer                                  |
| 4          | 4         | Das erste Mal                | Worth Waiting For         | 3. Okt. 1994         | 23. März 1996                         | Stephen Cragg      | Susannah Grant                                    |
| 5          | 5         | Konkurrenten                 | All’s Fair                | 10. Okt. 1994        | 30. März 1996                         | Peter O’Fallon     | Ann Lewis Hamilton                                |
| 6          | 6         | Zukunftsaussichten           | Fathers and Sons          | 17. Okt. 1994        | 6. Apr. 1996                          | Ellen S. Pressman  | Christopher Keyser & Amy Lippman                  |
| 7          | 7         | Kinderkrankheiten            | Much Ado                  | 24. Okt. 1994        | 13. Apr. 1996                         | Ken Topolsky       | Hollis Rich                                       |
| 8          | 8         | Bettgeschichten              | Kiss Me Kate              | 2. Nov. 1994         | 20. Apr. 1996                         | Richard Pearce     | Susannah Grant                                    |
| 9          | 9         | Geständnisse                 | Something Out of Nothing  | 7. Nov. 1994         | 27. Apr. 1996                         | Steve Robman       | Christopher Keyser & Amy Lippman & Susannah Grant |
| 10         | 10        | Vergeben und vergessen?      | Thanksgiving              | 14. Nov. 1994        | 4. Mai 1996                           | Michael Engler     | Christopher Keyser & Amy Lippman                  |
| 11         | 11        | Alles geht den Bach runter   | Private Lives             | 21. Nov. 1994        | 11. Mai 1996                          | Peter O’Fallon     | W.K. Scott Meyer                                  |
| 12         | 12        | Beziehungskisten             | Games People Play         | 28. Nov. 1994        | 18. Mai 1996                          | Michael Engler     | Susannah Grant                                    |
| 13         | 13        | Schmerzliche Erfahrungen     | Grownups                  | 12. Dez. 1994        | 25. Mai 1996                          | Ellen S. Pressman  | Ann Lewis Hamilton                                |
| 14         | 14        | Gleiches Recht für alle      | Not Fade Away             | 4. Jan. 1995         | 1. Juni 1996                          | Peter O’Fallon     | Christopher Keyser & Amy Lippman                  |
| 15         | 15        | Oliver                       | It’s Not Easy Being Green | 11. Jan. 1995        | 8. Juni 1996                          | Michael Engler     | Susannah Grant                                    |
| 16         | 16        | Erdbeben                     | Aftershock                | 18. Jan. 1995        | 15. Juni 1996                         | Ken Topolsky       | Ann Lewis Hamilton & Mark B. Perry                |
| 17         | 17        | Elternprobleme               | In Loco Parentis          | 1. Feb. 1995         | 22. Juni 1996                         | Ken Topolsky       | Christopher Keyser & Amy Lippman                  |
| 18         | 18        | Wer soll sich darum kümmern? | Who Cares?                | 15. Feb. 1995        | 13. Juli 1996                         | Ellen S. Pressman  | Susannah Grant                                    |
| 19         | 19        | Umzug nach Seattle           | Brother’s Keeper          | 22. Feb. 1995        | 20. Juli 1996                         | Richard Chamberlin | Mark B. Perry                                     |
| 20         | 20        | Immer Ärger mit Charlie      | The Trouble With Charlie  | 1. März 1995         | 27. Juli 1996                         | Ken Topolsky       | Christopher Keyser & Amy Lippman                  |
| 21         | 21        | Der Marathon-Tanz            | All-Nighters              | 8. März 1995         | 3. Aug. 1996                          | Steve Robman       | Susannah Grant & Mark B. Perry                    |
| 22         | 22        | Die Schmerzgrenze            | The Ides of March         | 15. März 1995        | 10. Aug. 1996                         | Ellen S. Pressman  | Christopher Keyser & Amy Lippman                  |

## Staffel 2
| Nr. (ges.) | Nr. (St.) | Deutscher Titel              | Originaltitel              | Erstausstrahlung USA | Deutschsprachige Erstausstrahlung (D) | Regie             | Drehbuch                                   |
| ---------- | --------- | ---------------------------- | -------------------------- | -------------------- | ------------------------------------- | ----------------- | ------------------------------------------ |
| 23         | 1         | Freudenfeuer                 | Ready or Not               | 27. Sep. 1995        | —                                     | Peter O’Fallon    | Christopher Keyser & Amy Lippman           |
| 24         | 2         | Moralische Geschichten       | Falsies                    | 4. Okt. 1995         | —                                     | Ellen S. Pressman | Mark B. Perry                              |
| 25         | 3         | Hochzeitsvorbereitungen      | Dearly Beloved             | 18. Okt. 1994        | —                                     | Michael Engler    | Lisa Melamed                               |
| 26         | 4         | Herzschmerz                  | Have No Fear               | 25. Okt. 1995        | —                                     | Rodman Flender    | Melissa Gould                              |
| 27         | 5         | Partnerwechsel               | Change Partners… and Dance | 1. Nov. 1995         | —                                     | Ken Topolsky      | Susannah Grant                             |
| 28         | 6         | Familienbande                | Analogies                  | 8. Nov. 1995         | —                                     | Ellen S. Pressman | Christopher Keyser & Amy Lippman           |
| 29         | 7         | Alles Vertrauenssache        | Where There’s Smoke        | 15. Nov. 1995        | —                                     | Daniel Attias     | Mark B. Perry                              |
| 30         | 8         | Polterabend mit Hindernissen | Best Laid Plans            | 22. Nov. 1995        | —                                     | Rodman Flender    | Lisa Melamed                               |
| 31         | 9         | Alptraum in Weiß             | The Wedding                | 13. Dez. 1995        | —                                     | Steve Robman      | Christopher Keyser & Amy Lippman           |
| 32         | 10        | Illusionen                   | Grand Delusions            | 20. Dez. 1995        | —                                     | Ken Topolsky      | Susannah Grant                             |
| 33         | 11        | Falsches Rollenspiel         | Unfair Advantage           | 3. Jan. 1996         | —                                     | Michael Engler    | Mark B. Perry & Lisa Melamed               |
| 34         | 12        | Schmutzige Tricks            | Hold On Tight              | 10. Jan. 1996        | —                                     | Oz Scott          | Melissa Gould                              |
| 35         | 13        | Schlechter Einsatz           | Poor Substitutes           | 17. Jan. 1996        | —                                     | Davis Guggenheim  | Christopher Keyser & Amy Lippman           |
| 36         | 14        | Ende gut, alles gut          | Strange Bedfellows         | 24. Jan. 1996        | —                                     | Steve Robman      | Mark B. Perry                              |
| 37         | 15        | Der Wohltäter                | Benefactors                | 31. Jan. 1996        | —                                     | Daniel Attias     | Susannah Grant                             |
| 38         | 16        | Kommen und Gehen             | Comings and Goings         | 7. Feb. 1996         | —                                     | Ken Topolsky      | Melissa Gould                              |
| 39         | 17        | Valentinstag                 | Valentine’s Day            | 14. Feb. 1996        | —                                     | David Semel       | P.K. Simonds                               |
| 40         | 18        | Gewissensfrage für Julia     | Before and After           | 21. Feb. 1996        | —                                     | Steve Robman      | Christopher Keyser & Amy Lippman           |
| 41         | 19        | Veränderungen                | Altered States             | 28. Feb. 1996        | —                                     | Michael Engler    | Susannah Grant                             |
| 42         | 20        | Dichtung und Wahrheit        | Happily Ever After         | 20. März 1996        | —                                     | Rodman Flender    | P.K. Simonds, Lisa Melamed & Melissa Gould |
| 43         | 21        | Aus der Traum?, Teil 1       | Spring Breaks: Part 1      | 27. März 1996        | —                                     | Daniel Attias     | Mark B. Perry                              |
| 44         | 22        | Aus der Traum?, Teil 2       | Spring Breaks: Part 2      | 27. März 1996        | —                                     | Steve Robman      | Christopher Keyser & Amy Lippman           |

## Staffel 3
| Nr. (ges.) | Nr. (St.) | Deutscher Titel           | Originaltitel               | Erstausstrahlung USA | Deutschsprachige Erstausstrahlung (D) | Regie               | Drehbuch                                         |
| ---------- | --------- | ------------------------- | --------------------------- | -------------------- | ------------------------------------- | ------------------- | ------------------------------------------------ |
| 45         | 1         | Aus heiterem Himmel       | Summer Fun, Summer Not      | 21. Aug. 1996        | —                                     | Steve Robman        | Christopher Keyser & Amy Lippman                 |
| 46         | 2         | Abschiede                 | Going, Going, Gone          | 28. Aug. 1996        | —                                     | Michael Engler      | P.K. Simonds & Mark B. Perry                     |
| 47         | 3         | Am Boden zerstört         | Short Cuts                  | 4. Sep. 1996         | —                                     | Ellen S. Pressman   | Lisa Melamed                                     |
| 48         | 4         | Ein hoher Preis           | Deal With It                | 11. Sep. 1996        | —                                     | Dennie Gordon       | Susannah Grant                                   |
| 49         | 5         | Reifeprüfung              | Mixed Signals               | 18. Sep. 1996        | —                                     | Ken Topolsky        | Christopher Keyser & Amy Lippman                 |
| 50         | 6         | Heimkehr                  | Going Home                  | 25. Sep. 1996        | —                                     | Daniel Attias       | Christopher Keyser & Amy Lippman                 |
| 51         | 7         | Kleine Teufeleien         | Personal Demons             | 30. Okt. 1996        | —                                     | Michael Engler      | Mark B. Perry                                    |
| 52         | 8         | Kein Wunderkind           | Not So Fast                 | 6. Nov. 1996         | —                                     | Ken Topolsky        | Karen Krenis                                     |
| 53         | 9         | Böse Schlagzeilen         | Gimme Shelter               | 13. Nov. 1996        | —                                     | Steve Robman        | Susannah Grant                                   |
| 54         | 10        | Gefährliche Nähe          | Close To You                | 20. Nov. 1996        | —                                     | Vicky Jackson LeMay | Catherine Butterfield                            |
| 55         | 11        | Hochzeitstag              | I Do                        | 27. Nov. 1996        | —                                     | Ellen S. Pressman   | P.K. Simonds & Lisa Melamed                      |
| 56         | 12        | Gemischte Gefühle         | Desperate Measures          | 11. Dez. 1996        | —                                     | Michael Engler      | Mark B. Perry                                    |
| 57         | 13        | Weihnachtsfrust           | Christmas                   | 18. Dez. 1996        | —                                     | Dennie Gordon       | Susannah Grant                                   |
| 58         | 14        | Lebensangst               | Life’s Too Short            | 15. Jan. 1997        | —                                     | Eric Jewett         | Lisa Melamed, Christopher Keyser & Amy Lippman   |
| 59         | 15        | Einsame Herzen            | Significant Others          | 15. Jan. 1997        | —                                     | Ken Topolsky        | P.K. Simonds                                     |
| 60         | 16        | Schritt für Schritt       | I Declare                   | 22. Jan. 1997        | —                                     | Michael Engler      | Chris Levinson                                   |
| 61         | 17        | Auf und davon             | Misery Loves Company        | 29. Jan. 1997        | —                                     | Rodman Flender      | Mark B. Perry                                    |
| 62         | 18        | Fremd im Haus             | MYOB                        | 5. Feb. 1997         | —                                     | Daniel Attias       | Lisa Melamed                                     |
| 63         | 19        | Böse Überraschungen       | Point of No Return          | 12. Feb. 1997        | —                                     | Michael Engler      | Susannah Grant                                   |
| 64         | 20        | Geschlossene Gesellschaft | Intervention                | 19. Feb. 1997        | —                                     | Steve Robman        | Christopher Keyser & Amy Lippman                 |
| 65         | 21        | Irrwege                   | Hitting Bottom              | 26. Feb. 1997        | —                                     | Dennie Gordon       | P.K. Simonds                                     |
| 66         | 22        | Bittere Wahrheiten        | Leap of Faith               | 5. März 1997         | —                                     | Susannah Grant      | Lisa Melamed                                     |
| 67         | 23        | Der Neuanfang             | Promises, Promises          | 19. März 1997        | —                                     | Lou Antonio         | Mark B. Perry                                    |
| 68         | 24        | Baileys Kampf             | A Little Faith              | 26. März 1997        | —                                     | Ken Topolsky        | Christopher Keyser, Amy Lippman & Chris Levinson |
| 69         | 25        | Die Wege des Herzens      | You Win Some, You Lose Some | 2. Apr. 1997         | —                                     | Michael Engler      | Christopher Keyser & Amy Lippman                 |

## Staffel 4
| Nr. (ges.) | Nr. (St.) | Deutscher Titel               | Originaltitel                  | Erstausstrahlung USA | Deutschsprachige Erstausstrahlung (D) | Regie               | Drehbuch                                   |
| ---------- | --------- | ----------------------------- | ------------------------------ | -------------------- | ------------------------------------- | ------------------- | ------------------------------------------ |
| 70         | 1         | Dumm gelaufen                 | What a Drag                    | 17. Sep. 1997        | —                                     | Michael Engler      | Mark B. Perry                              |
| 71         | 2         | Schatten der Vergangenheit    | Past Imperfect                 | 24. Sep. 1997        | —                                     | Ken Topolsky        | P.K. Simonds                               |
| 72         | 3         | Stolpersteine                 | Handicaps                      | 1. Okt. 1997         | —                                     | Lou Antonio         | Christopher Keyser & Amy Lippman           |
| 73         | 4         | Liebe auf den ersten Blick    | Zap                            | 15. Okt. 1997        | —                                     | Eric Jewett         | Mitchell Burgess & Robin Green             |
| 74         | 5         | Julia wird erwachsen          | Fight or Flight                | 22. Okt. 1997        | —                                     | Patrick Norris      | Julia Dahl                                 |
| 75         | 6         | Baileys Drama                 | Immediate Family               | 29. Okt. 1997        | —                                     | Daniel Attias       | Mark B. Perry                              |
| 76         | 7         | Ein schwerer Schlag           | Positive Attitude              | 5. Nov. 1997         | —                                     | Michael Engler      | P.K. Simonds                               |
| 77         | 8         | Julias großer Tag             | Sickness/Health, Richer/Poorer | 12. Nov. 1997        | —                                     | Rodman Flender      | Christopher Keyser & Amy Lippman           |
| 78         | 9         | Hilfe für Charlie             | Truth Be Told                  | 19. Nov. 1997        | —                                     | Steve Robman        | Christopher Keyser & Amy Lippman           |
| 79         | 10        | Job verzweifelt gesucht       | Adjustments                    | 3. Dez. 1997         | —                                     | Vicky Jackson LeMay | Mitchell Burgess & Robin Green             |
| 80         | 11        | Glück im Unglück              | S’Wunnerful Life               | 10. Dez. 1997        | —                                     | Jan Eliasberg       | Mark B. Perry                              |
| 81         | 12        | Der Profi                     | Empty Shoes                    | 7. Jan. 1998         | —                                     | Arvin Brown         | P.K. Simonds                               |
| 82         | 13        | Glaubenskrisen                | Parent Trap                    | 14. Jan. 1998        | —                                     | Kevin Inch          | Tammy Ader                                 |
| 83         | 14        | Freiheiten                    | Of Human Bonding               | 21. Jan. 1998        | —                                     | Brian Mertes        | Julia Dahl, Mitchell Burgess & Robin Green |
| 84         | 15        | Hier und jetzt                | Here and Now                   | 28. Jan. 1998        | —                                     | Daniel Attias       | Mark B. Perry                              |
| 85         | 16        | Charlie gibt auf              | I Give Up                      | 4. Feb. 1998         | —                                     | Ken Topolsky        | P.K. Simonds                               |
| 86         | 17        | Die Rabeneltern               | Of Sound Mind and Body         | 11. Feb. 1998        | —                                     | Steve Robman        | Lisa Melamed                               |
| 87         | 18        | Doppeltes Spiel               | True or False                  | 25. Feb. 1998        | —                                     | Lou Antonio         | Ellen Herman                               |
| 88         | 19        | Reise in die Vergangenheit    | Go Away                        | 4. März 1998         | —                                     | Jan Elisaberg       | Amy Lippman                                |
| 89         | 20        | Reinigende Flammen            | Square One (1)                 | 22. Apr. 1998        | —                                     | Daniel Attias       | P.K. Simonds                               |
| 90         | 21        | Die Karten lügen nicht        | Free and Clear (2)             | 22. Apr. 1998        | —                                     | Steve Robman        | Robin Green & Mitchell Burgess             |
| 91         | 22        | Gegensätze ziehen sich an     | Opposites Distract             | 29. Apr. 1998        | —                                     | Julianna Levin      | Lisa Melamed                               |
| 92         | 23        | Eine Überraschung für Charlie | Fools Rush In                  | 6. Mai 1998          | —                                     | Michael Engler      | Christopher Keyser & Amy Lippman           |
| 93         | 24        | Trennung auf Probe            | Fools Rush Out                 | 13. Mai 1998         | —                                     | Michael Engler      | Christopher Keyser & Amy Lippman           |

## Staffel 5
| Nr. (ges.) | Nr. (St.) | Deutscher Titel                 | Originaltitel                | Erstausstrahlung USA | Deutschsprachige Erstausstrahlung (D) | Regie               | Drehbuch                         |
| ---------- | --------- | ------------------------------- | ---------------------------- | -------------------- | ------------------------------------- | ------------------- | -------------------------------- |
| 94         | 1         | Schattenseiten der Gefühle      | Moving On                    | 16. Sep. 1998        | —                                     | Ken Topolsky        | P.K. Simonds                     |
| 95         | 2         | Mit dem Kopf durch die Wand     | Separation Anxiety           | 23. Sep. 1998        | —                                     | Daniel Attias       | Tammy Ader                       |
| 96         | 3         | Das Kind braucht einen Namen    | Naming Names                 | 30. Sep. 1998        | —                                     | Steve Robman        | Christopher Keyser & Amy Lippman |
| 97         | 4         | Charlies Wochenbett             | A Mid-Semester’s Night Dream | 28. Okt. 1998        | —                                     | Adam Nimoy          | Julia Dahl                       |
| 98         | 5         | Auf Leben und Tod               | The Baby                     | 4. Nov. 1998         | —                                     | Daniel Attias       | Christopher Keyser & Amy Lippman |
| 99         | 6         | Aller Anfang ist schwer         | Forgive and/or Forget        | 11. Nov. 1998        | —                                     | Steve Robman        | P.K. Simonds                     |
| 100        | 7         | Owens kleine Rache              | Tender Age                   | 18. Nov. 1998        | —                                     | Ken Topolsky        | John Romano                      |
| 101        | 8         | Liebe und Krieg                 | Love and War                 | 2. Dez. 1998         | —                                     | Vicky Jackson LeMay | Allan Heinberg                   |
| 102        | 9         | Geteilte Freude                 | Gifts                        | 9. Dez. 1998         | —                                     | Joe Ann Fogle       | Julia Dahl & Tammy Ader          |
| 103        | 10        | Ein missglücktes Weihnachtsfest | One Christmas to Go          | 16. Dez. 1998        | —                                     | Ken Topolsky        | P.K. Simonds                     |
| 104        | 11        | Die Ringe des Saturn            | Rings of Saturn              | 13. Jan. 1999        | —                                     | Lou Antonio         | Mark Richard                     |
| 105        | 12        | Die Bedrohung                   | Witness For the Persecution  | 20. Jan. 1999        | —                                     | Ellen S. Pressman   | John Romano & Allan Heinberg     |
| 106        | 13        | Fehlentscheidungen              | Fillmore Street              | 27. Jan. 1999        | —                                     | Eric Jewett         | Julia Dahl                       |
| 107        | 14        | Die Konfrontation               | Stand by Me                  | 3. Feb. 1999         | —                                     | Jonathan Prince     | Tammy Ader                       |
| 108        | 15        | Auf Biegen und Brechen          | Whatever Works               | 10. Feb. 1999        | —                                     | Daniel Attias       | P.K. Simonds                     |
| 109        | 16        | Abschied für immer              | Party of Frued               | 17. Feb. 1999        | —                                     | Steve Robman        | Christopher Keyser & Amy Lippman |
| 110        | 17        | Die liebe Familie               | fam-i-ly                     | 3. März 1999         | —                                     | Lou Antonio         | Julia Dahl                       |
| 111        | 18        | Der Zweck heiligt die Mittel    | Driven to Extremes           | 10. März 1999        | —                                     | Joe Pennella        | Mark Richard & Allan Heinberg    |
| 112        | 19        | Ein erbitterter Kampf           | Judgment Day                 | 17. März 1999        | —                                     | Ellen S. Pressman   | John Romano & P.K. Simonds       |
| 113        | 20        | Stromausfall                    | The Wish                     | 14. Apr. 1999        | —                                     | Adam Nimoy          | Dan Peterson                     |
| 114        | 21        | Liebeskummer                    | Get Back                     | 21. Apr. 1999        | —                                     | Steve Robman        | Tammy Ader                       |
| 115        | 22        | Charlie zieht aus               | Fragile                      | 28. Apr. 1999        | —                                     | Harry Winer         | Mimi Schmir                      |
| 116        | 23        | Ein Kuss mit Bedeutung          | I’ll Show You Mine           | 5. Mai 1999          | —                                     | Daniel Attias       | Julia Dahl                       |
| 117        | 24        | Jahrtausendfragen               | Haunted                      | 12. Mai 1999         | —                                     | Jan Eliasberg       | John Romano & Allan Heinberg     |
| 118        | 25        | Zwei Ringe und eine Verlobung   | Otherwise Engaged            | 19. Mai 1999         | —                                     | Daniel Attias       | Mark Richard & P.K. Simonds      |

## Staffel 6
| Nr. (ges.) | Nr. (St.) | Deutscher Titel                | Originaltitel                    | Erstausstrahlung USA | Deutschsprachige Erstausstrahlung (D) | Regie                    | Drehbuch                                                         |
| ---------- | --------- | ------------------------------ | -------------------------------- | -------------------- | ------------------------------------- | ------------------------ | ---------------------------------------------------------------- |
| 119        | 1         | Familienzusammenhalt           | Don’t Let Go                     | 5. Okt. 1999         | —                                     | Steve Robman             | P.K. Simonds                                                     |
| 120        | 2         | Kirstens Geheimnis             | Naked                            | 12. Okt. 1999        | —                                     | Daniel Attias            | Julia Dahl                                                       |
| 121        | 3         | Auf der Suche nach Cyrano      | Bye, Bye, Love                   | 19. Okt. 1999        | —                                     | Adam Nimoy               | Allan Heinberg & Mimi Schmir                                     |
| 122        | 4         | Das Geisterhaus                | Wrestling Demons                 | 26. Okt. 1999        | —                                     | Lou Antonio              | Melissa Rosenberg                                                |
| 123        | 5         | Der Weg ist das Ziel           | The Shortest Distance            | 2. Nov. 1999         | —                                     | Eric Jewett              | Tom Garriguso & Ian Biederman                                    |
| 124        | 6         | Zu viel Nähe                   | Too Close                        | 9. Nov. 1999         | —                                     | Daniel Attias            | Julia Dahl & P.K. Simonds                                        |
| 125        | 7         | Babypause                      | We Gather Together               | 16. Nov. 1999        | —                                     | Steve Robman             | Allan Heinberg                                                   |
| 126        | 8         | Schicksalsschläge              | Faith, Hope and Charity          | 30. Nov. 1999        | —                                     | Daniel Attias            | Melissa Rosenberg, Christopher Keyser, Amy Lippman & Mimi Schmir |
| 127        | 9         | Einer für alle, alle für einen | Ties That Bind                   | 7. Dez. 1999         | —                                     | Lou Antonio              | Mimi Schmir & Robin Schiff                                       |
| 128        | 10        | Ein Tag wie jeder andere       | Dog Day After New Year           | 11. Jan. 2000        | —                                     | Keith Samples            | Julia Dahl & Tom Garrigus                                        |
| 129        | 11        | Beziehungsprobleme             | Fear and Loathing                | 18. Jan. 2000        | —                                     | Joe Pennella             | Ian Biederman                                                    |
| 130        | 12        | Schlechtes Benehmen            | Bad Behavior                     | 25. Jan. 2000        | —                                     | Harry Winer              | Melissa Rosenberg & Allan Heinberg                               |
| 131        | 13        | Schwere Entscheidungen         | The Declaration of Co-Dependence | 1. Feb. 2000         | —                                     | Danny Leiner             | Mimi Schmir                                                      |
| 132        | 14        | Die Falle                      | One For the Road                 | 8. Feb. 2000         | —                                     | Steve Robman             | Ian Biederman & P.K. Simonds                                     |
| 133        | 15        | Was wäre wenn                  | What If…                         | 22. Feb. 2000        | —                                     | Ken Topolsky             | Allan Heinberg & P.K. Simonds                                    |
| 134        | 16        | Liebeserklärungen              | Blast the Past                   | 14. März 2000        | —                                     | Daniel Attias            | P.K. Simonds & Melissa Rosenberg                                 |
| 135        | 17        | Zukunftsträume                 | Getting There                    | 21. März 2000        | —                                     | Joe Penella              | Tom Garrigus                                                     |
| 136        | 18        | Studieren – Nein danke!        | Too Cool for School              | 4. Apr. 2000         | —                                     | Scott Brazil             | Ian Biederman & Mimi Schmir                                      |
| 137        | 19        | Liebe versetzt Berge           | Isn’t It Romantic                | 11. Apr. 2000        | —                                     | Ken Topolsky             | Allan Heinberg                                                   |
| 138        | 20        | Die Scheinehe                  | Great Expectations               | 18. Apr. 2000        | —                                     | Christian D. Della Penna | Emily Whitesell                                                  |
| 139        | 21        | In der Zwickmühle              | Taboo or Not Taboo               | 19. Apr. 2000        | —                                     | Matthew Fox              | Mimi Schmir & Melissa Rosenberg                                  |
| 140        | 22        | Blick nach vorn                | Falling Forward                  | 26. Apr. 2000        | —                                     | David Dworetzky          | Allan Heinberg, Tom Garrigus & Ian Biederman                     |
| 141        | 23        | Aufbruchsstimmung, Teil 1      | All’s Well…                      | 3. Mai 2000          | —                                     | Steve Robman             | P.K. Simonds                                                     |
| 142        | 24        | Aufbruchsstimmung, Teil 2      | …That Ends Well                  | 3. Mai 2000          | —                                     | Ken Topolsky             | Christopher Keyser & Amy Lippman                                 |